# Christian Bauer (Fußballspieler, 1975)
Christian Bauer (* 6. August 1975) ist ein deutscher Fußballspieler.

## Karriere
Bauer bestritt ein Zweitligaspiel für den 1. FSV Mainz 05. Bei der 1:2-Niederlage am 3. November 1997 gegen den SC Freiburg stand er in der Startelf. Beim Stande von 0:1 brachte Trainer Dietmar Constantini in der 64. Spielminute Sven Demandt, der in der 89. Minute den Endstand zum 1:2 markierte, für den Debütanten Bauer. Es war Bauers einziger Profieinsatz. Insgesamt kam er von 1997 bis 2000 aber zu 78 Einsätzen für die zweite Mannschaft des FSV, in denen er 15 Tore erzielte. Danach wechselte er zu mehreren unterklassigen Teams, wie zum Beispiel Eintracht Bad Kreuznach (2000–2002), SV Weingarten (2003) und TSG Weinheim (2004). Ab 2005 spielte er für VfR Grünstadt. Seit 2014 ist er für den TuS Bolanden aktiv.

## Sonstiges
Christian Bauer ist Mitarbeiter des Südwestdeutschen Fußballverbandes.